# Popper (E-Mail)
Popper ist ein Message Store für das Post Office Protocol. Entwickelt wurde Popper an der University of California, Berkeley.
Popper arbeitet auf vielen Varianten von Unix bis hin zu z/OS und wird beispielsweise mit Sendmail kombiniert, auch als Teil anderer Produkte.
Qpopper ist eine von Qualcomm veröffentlichte Weiterentwicklung von Popper. Sie beruht auf verbreiteter Zuarbeit. Die Kompilierung ergibt eine ausführbare Datei namens popper. Qualcomm bot unter gleicher Versionsnummer den Eudora Internet Mail Server an.

## Funktionsweise
Wenn Popper von einem Mail User Agent abgefragt wird, bestückt Popper zunächst seinen eigenen Datenspeicher mit den eingegangenen E-Mails und überträgt sie anschließend an den User Agent.

## Entwicklungsstufen
Seit 1994 unterstützt Popper Kerberos.
1995 kam Unterstützung für MMDF hinzu.
Die Version 3.0 brachte Unterstützung für PAM.
Mit Version 4.0 kam Unterstützung für TLS und mit Version 4.1 Unterstützung für IPv6 hinzu.